# William Todd
William Todd Mc Sam (San José, 26 de julio de 1961) es un deportista costarricense, corredor de la Milla universitaria, que fue designado por la presidenta Laura Chinchilla como Ministro de Deportes el 13 de mayo de 2011. Es hijo de Asdrúbal Todd Boenz y Rubina Mc Sam Chambers.

## Carrera deportiva
Su vida deportiva comienza a los 12 años, como corredor, bajo la dirección de José Murillo. En su primera carrera quedó en último lugar. Algunos de sus triunfos son el campeonato de 800 metros; el de 2.000 y 3.000 metros con obstáculos y ha sido campeón nacional alrededor de unas ocho veces. Además, tiene el récord nacional de los 600 metros, y por 29 años ha mantenido el récord de la «Milla Universitaria» de la Universidad de Costa Rica. A pesar de sus éxitos se retira y decide impartir clases de acondicionamiento físico y aeróbicos.
Problemas en la garganta lo obligaron a salirse de los aeróbicos, para dedicarse al fitness, acondicionamiento físico y habilitación del movimiento; en este campo decide participar en fisicoculturismo. En 1997 obtiene en el campeonato de fisicoculturismo en categoría media y automáticamente queda seleccionado para los Juegos Centroamericanos en Honduras. Ese año gana la categoría semipesada del Torneo Alpina de Fisicoculturismo.

## Participación en el Gobierno
Era miembro del Consejo de Deportes en representación de los comités cantonales, cuando la presidenta Laura Chinchilla lo designa como Ministro de Deportes de su administración 2010-2014, cargo que asume el 13 de mayo de 2011. Sustituye a Carlos Ricardo Benavides Jiménez, quien a su vez ocupaba el cargo como ministro interino ante la salida de la primera ministra de esta administración, Giselle María Goyenaga Calvo.
Por las denuncias que se presentan contra el, debido a la solicitud de 2130 entradas del evento "90 minutos por la vida", para supuestamente repartirlas entre niños de escasos recursos y adultos mayores, se vio obligado a renunciar el 10 de enero de 2012.